# Rostocker Kinos
Die Rostocker Kinos blicken zum Teil auf eine lange Geschichte zurück. Die ersten der sechs noch in der DDR betriebenen Lichtspielhäuser gingen bereits während der Stummfilm-Zeit an den Start. Bis heute überlebt haben nur zwei der alten Kinos. Arthouse-Filme können im Programmkino Lichtspieltheater Wundervoll (Li.Wu.) mit den beiden Spielstätten Metropol und Frieda23, Mainstream-Filme in den CineStar-Kinos Capitol und Multiplex angeschaut werden.

## Geschichte

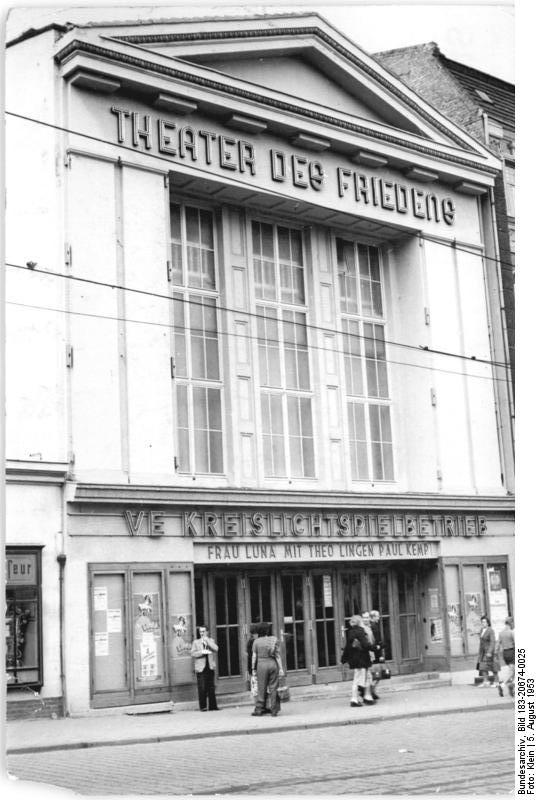
Theater des Friedens (1953)

Ende des 19. Jahrhunderts erlebten die Rostocker auf dem Pfingstmarkt erstmals Lebende Bilder. Dort bot ein Schausteller kinematographische Vorstellungen an, das Spektakel kostete 10 Pfennig Eintritt. Schausteller Orth benutzte zur Vorführung das Bioskop der Brüder Skladanowsky. Die schnell populär werdenden Vorstellungen mobiler Kinematographen verlangten bald nach größeren Vorführstätten. Dazu wurden in Rostock bekannte Lokalitäten zu Kinosälen umfunktioniert, darunter der große Saal im Mahn & Ohlerichs Keller, im Tivoli am  Rosengarten, Ecke Lindenstraße oder im Belle-vue an der Alexandrinenstraße.
In der Langen Straße 49 im neu eröffneten Hansa-Theater befand sich ab 1905 der erste fest installierte Kinematograph. Der 1836 eröffnete Apollosaal des Hotels Sonne musste im Januar 1902 aufgrund mehrerer Sicherheitsmängel schließen. Doch er wurde umgebaut, 1907 als Apollo-Theater für lebende Bilder wiedereröffnet und nach einem erneuten Umbau ab 1926 als Kammerlichtspiele Sonne betrieben.
1909 eröffnete das Thalia-Theater (ab 1927 Schauburg) in der Kröpeliner Straße 12, der Besitzer des Apollo-Theaters baute im selben Jahr das Metropol-Theater im Barnstorfer Weg. In der Doberaner Straße öffnete 1912 das von Walter Butzek entworfene Palast-Theater zum ersten Mal seine Pforten. Einige Hotelbesitzer im Seebad Warnemünde nutzen ihre Säle und Restaurants ebenfalls für Kinovorstellungen: die Börsen-Lichtspiele im Hotel Zur Börse wurden 1913, das Kino Seestern des gleichnamigen Hotels 1916 eröffnet.
Mit deutlichem Abstand folgte 1924 die Eröffnung der Park-Lichtspiele Warnemünde in der Wachtlerstraße (heute Dänische Straße), in Rostock erst 1937 die  Lichtspielhäuser Hansa-Theater in der Maßmannstraße und 1938 das von Karl Boldt errichtete Capitol in der Breiten Straße, das zwei Jahre später seinen Namen in UFA-Palast änderte.
Von insgesamt neun Lichtspieltheatern in Rostock und Warnemünde überlebten nur sechs den Zweiten Weltkrieg. Die Kammerlichtspiele Sonne und die Schauburg wurden Opfer der Luftangriffe im April 1942, wobei letzteres ab 1943 noch bis Ende der 1960er Jahre in der Ulmenstraße neben dem Tanzlokal Schwedt existierte. Zwischen September 1944 und Mai 1945 diente auch die Philharmonie im Patriotischen Weg als Kino.

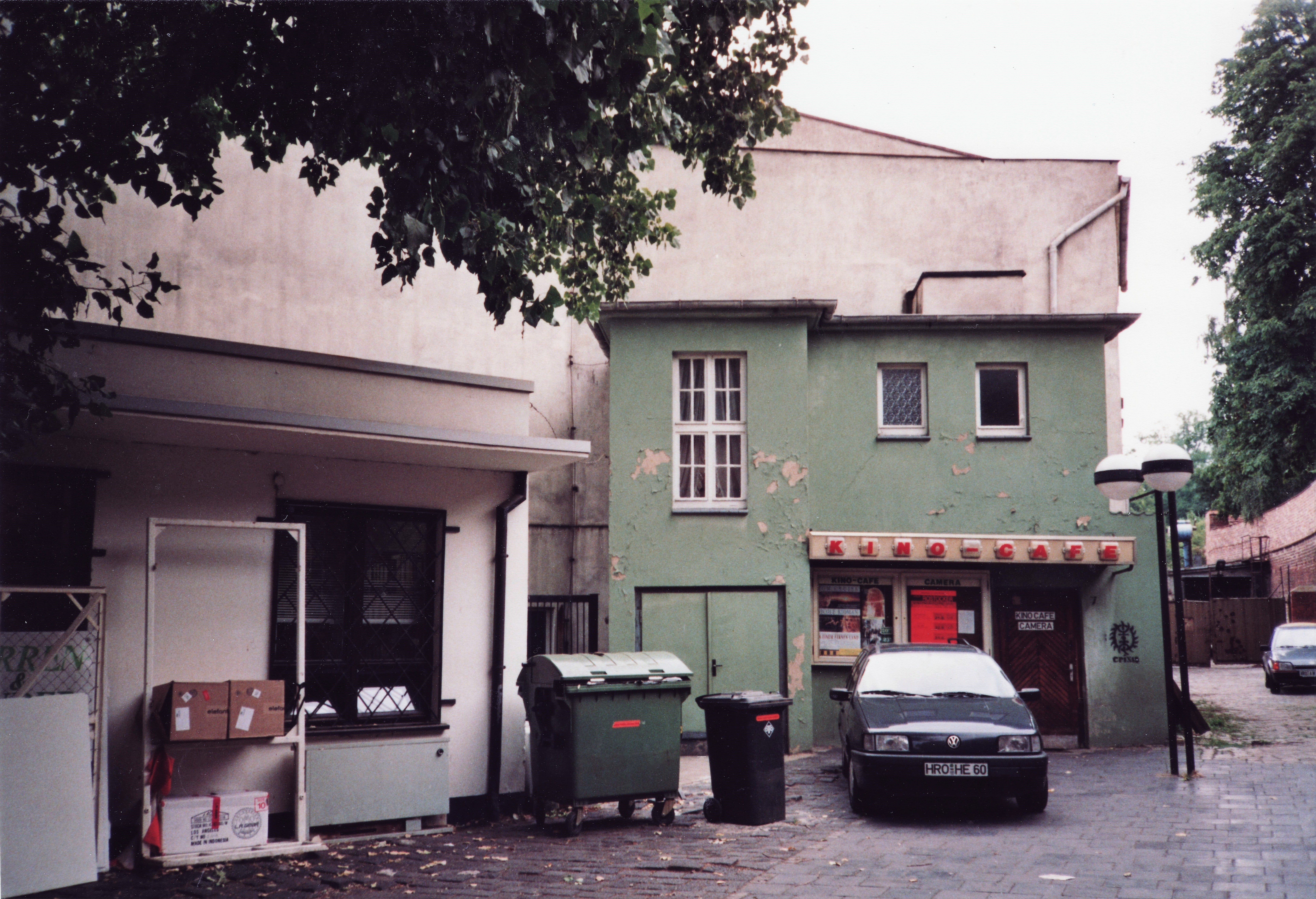
Kino Café Camera 1992

Hansa-Theater, Metropol und Parklichtspiele wurden unter diesen Namen auch in der DDR betrieben. Unter der Leitung des Filmverleihs Sovexport hieß das Capitol zwischen 1947 und 1952 DEFA-Palast. Kurz nach Gründung des VE Kreislichtspielbetrieb im Frühjahr 1953 erhielt das Palast-Theater den Namen Theater des Friedens. Auf der Freilichtbühne im Barnstorfer Wald fanden im Juli 1962 die ersten Sommerfilmtage statt. In Warnemünde richtete sich 1968 im Kino Seestern das Volkstheater Rostock mit der Kleinen Komödie ein. Das Union-Theater in der Kröpeliner Straße 21 hieß nach einem Umbau in den 1980er Jahren Kino Café Camera und zeigte neben Filmklassikern auch Kunst- und Autorenfilme.

## Situation heute

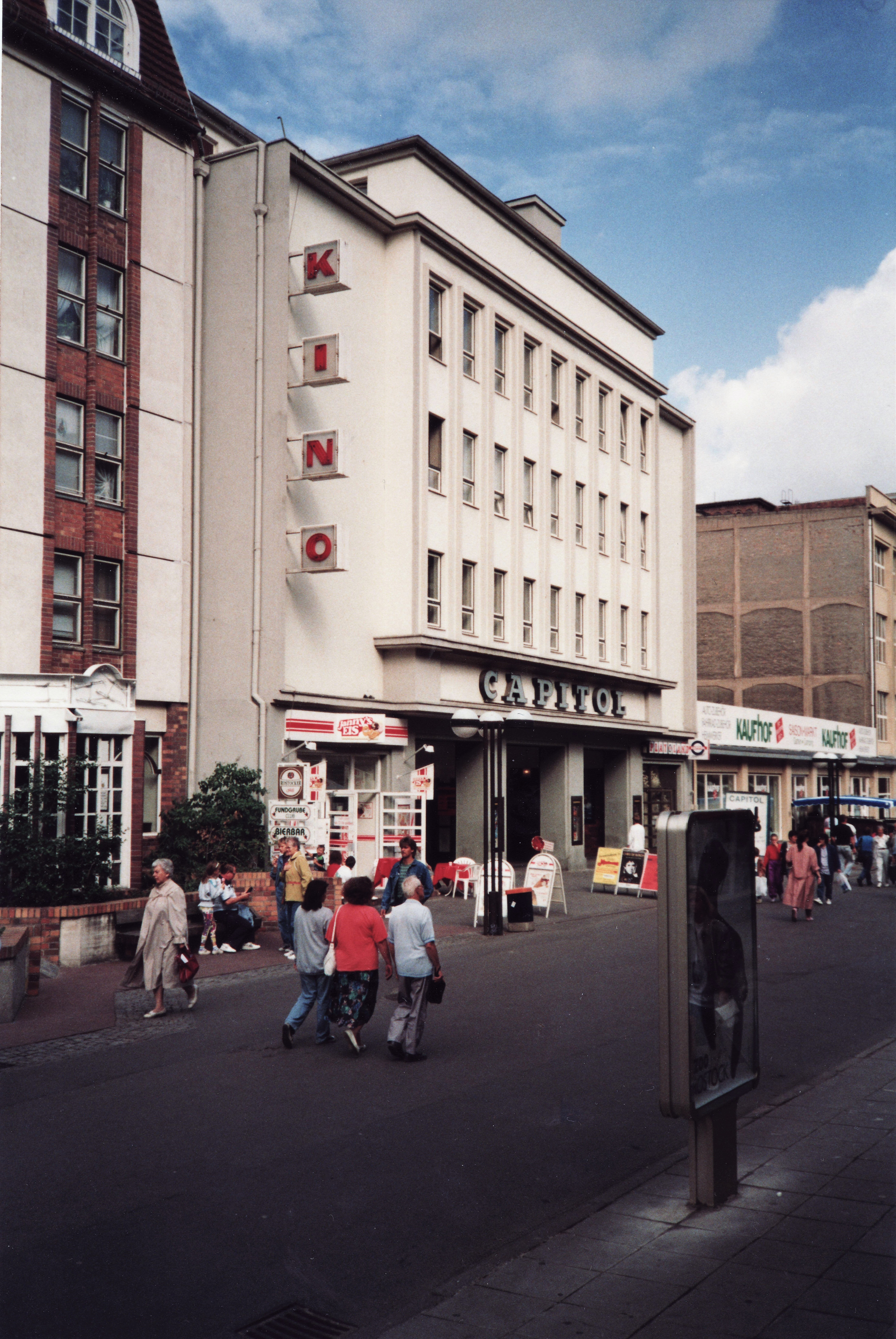
Das Capitol im Sommer 1992

Kurz nach der deutschen Wiedervereinigung übernahm die Lübecker Kieft & Kieft Filmtheater GmbH die Kinos Hansa-Theater, Capitol und Park-Lichtspiele, stieß das Kino in Warnemünde aber bereits 1995, das Hansa-Theater dann 2012 als unrentabel ab. Das Theater des Friedens wurde  nach 1990 zum beliebten Veranstaltungsort für Konzerte und Tanzveranstaltungen, das Kino Café Camera und die Parklichtspiele wichen einem Neubau, das Metropol musste schließen und stand lange leer, die Freilichtbühne wurde abgerissen. Somit existierte eine Weile nur eines der alten Kinos: das CineStar Capitol, mit heute 1089 Sitzplätzen in 4 Kinosälen.
Für die Vorführung kommerziell geprägter Blockbuster wurde 1996 im Ortsteil Lütten Klein das erste CineStar Multiplex-Kino Mecklenburg-Vorpommerns mit 7 Leinwänden und 1996 Sitzplätzen errichtet.

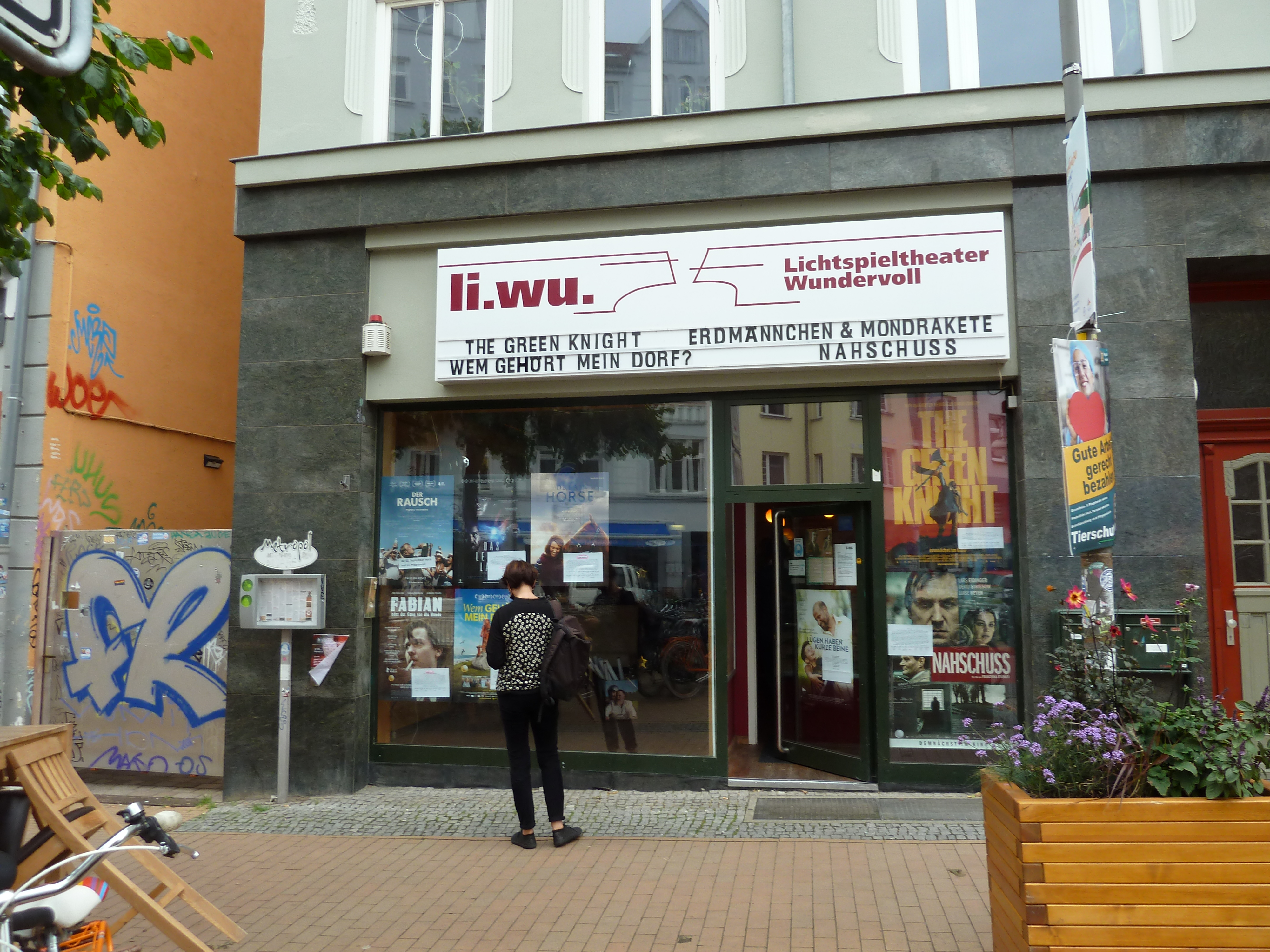
Lichtspieltheater Wundervoll im ehemaligen Metropol (2021)

Das 1993 in der Stephanstraße gegründete Lichtspieltheater Wundervoll (Li.Wu.) ist ein Programmkino, das „künstlerisch und politisch ambitionierte Filme“ zeigt. Die Spielstätten mit inzwischen drei Sälen in der Kröpeliner-Tor-Vorstadt sind das komplett umgebaute, 2012 wieder eröffnete Metropol und ein Anbau neben einer ehemaligen Schule in der Friedrichstraße, der 2014 als Kino Frieda23 öffnete. Die Frieda23 ist außerdem zentrale Spielstätte des Rostocker Filmfestivals, dem Festival im Stadthafen (FiSH), das vom Institut für neue Medien (IfnM) organisiert wird. Das Li.Wu. ist Mitglied in den Netzwerken AG Kino – Gilde Deutscher Filmkunsttheater und Europa Cinemas; Förderer sind die Hansestadt Rostock und die Filmförderungsanstalt FFA.

## Liste der Rostocker Kinos
| Name                                     | Adresse                                                | Sitze | Öffnung – Schließung   |
| ---------------------------------------- | ------------------------------------------------------ | ----- | ---------------------- |
| Hansatheater, Kammerlichtspiele          | Lange Str. 49                                          | 300   | 1905–1920              |
| Apollo-Theater, Kammer-Lichtspiele Sonne | Steinstr. 10 (Hotel zur Sonne)                         | 650   | 1907–1945              |
| Kinematographisches Theater              | Hopfenmarkt 14                                         |       | 1908–1911              |
| Thalia-Theater, Schauburg                | Kröpeliner Str. 12, Ulmenstraße 22                     | 500   | 1909-Anfang der 1970er |
| Metropol-Theater                         | Barnstorfer Weg 4                                      | 578   | 1910–1996              |
| Palasttheater, Theater des Friedens      | Doberaner Str. 5                                       | 273   | seit 1912              |
| Börsen-Lichtspiele Warnemünde            | Am Strom 69–70 (Hotel Zur Börse)                       | 300   | 1913–1921              |
| Union-Theater, Kino Cafe Camera          | Kröpeliner Str. 48                                     | 450   | 1914–1994              |
| Seestern-Lichtspiele Warnemünde          | Am Strom 38 (Hotel Seestern)                           | 200   | 1916–1968              |
| Park-Lichtspiele Warnemünde              | Wachtlerstr. 7/8 (heute Dänische Straße)               | 260   | 1924–1995              |
| Hansa-Filmpalast                         | Maßmannstr. 14–15                                      | 950   | 1937–2012              |
| Capitol, UFA-Palast, DEFA-Palast         | Breite Str. 3–5                                        | 1100  | seit 1938              |
| Freilichtbühne (Sommerfilmtage)          | Platz der Jugend                                       |       | 1962–1995              |
| Zeltplatzkino Seestern Markgrafenheide   | Zeltplatz Markgrafenheide                              |       | seit 1977              |
| Lichtspieltheater Wundervoll             | Stephanstraße 7, Barnstorfer Weg 4, Friedrichstraße 23 | 88    | seit 1993              |
| Cinestar                                 | Sankt-Petersburger-Str. 18b                            | 2167  | seit 1996              |
| Ostsee-Welten 5D Warnemünde              | Am Leuchtturm 15                                       | 200   | 2008–2018              |